# Jan Rybkowski
Jan Rybkowski là một nhà đạo diễn và biên kịch nổi tiếng của điện ảnh Ba Lan.

## Phim đã thực hiện

### Đạo diễn
- 1983 Marynia
- 1980 Đường công danh của Nikodem Dyzma
- 1978 Rodzina Połanieckich
- 1977 Granica
- 1975 Dulscy
- 1974 Gniazdo
- 1973 Chłopi
- 1972 Chłopi (serial TV)
- 1970 Album polski
- 1968 Wniebowstąpienie
- 1967 Kiedy miłość była zbrodnią
- 1967 Bardzo Starzy Oboje
- 1966 Odwiedziny o zmierzchu
- 1965 Człowiek z kwiatem w ustach
- 1965 Sposób bycia
- 1965 Wizyta u królów
- 1963 Naprawdę wczoraj
- 1962 Spóźnieni przechodnie
- 1962 Spotkanie w Bajce
- 1961 Dziś w nocy umrze miasto
- 1959 Inspekcja pana Anatola
- 1958 Pan Anatol szuka miliona
- 1958 Ostatni strzał
- 1957 Kapelusz Pana Anatola
- 1956 Nikodem Dyzma
- 1955 Godziny nadziei
- 1954 Autobus odjeżdża 6.20
- 1953 Sprawa do załatwienia
- 1951 Warszawska premiera
- 1951 Pierwsze dni
- 1949 Dom Na Pustkowiu